# 新陽郡
新陽郡（シニャンぐん）は、朝鮮民主主義人民共和国平安南道に属する郡。

## 地理

### 隣接行政区
- 北 － 北倉郡、孟山郡、耀徳郡（咸鏡南道）
- 東 － 水洞郡（咸鏡南道）、陽徳郡
- 南 － 檜倉郡
- 西 － 成川郡

## 行政区域
1邑・1労働者区・16里を管轄する。
| - 新陽邑（シニャンウプ） - 仁坪労働者区（インピョンノドンジャグ） - 冠城里（クァンソンニ） - 光興里（クァンフンニ） - 徳興里（トクンニ） - 龍蓮里（リョンニョンニ） - 龍雲里（リョンウンニ） - 文明里（ムンミョンニ） - 白石里（ペクソンニ） | - 四介里（サゲリ） - 松洞里（ソンドンニ） - 松田里（ソンジョンニ） - 双龍里（サンニョンニ） - 雲峯里（ウンボンニ） - 長山里（チャンサンニ） - 長城里（チャンソンニ） - 池洞里（チドンニ） - 滄渓里（チャンゲリ） |

## 歴史
新陽郡は、第二次世界大戦後、北朝鮮によって新設された郡である。1945年8月時点における、平安南道陽徳郡・成川郡の一部にあたる。
1952年12月、平安南道陽徳郡の双龍面・化村面・呉江面と、成川郡大邱面を併合して、新陽郡が設置された（1邑16里）。新陽邑は旧双龍面の松田里に置かれた。1953年には邑所在地を倉坪里（旧大邱面の一部）に移した。
1967年には陽徳郡から2里、成川郡から1里を編入。2003年時点で、1邑1労働者区16里から構成されている。

### 年表
この節の出典
- 1952年12月 - 郡面里統廃合により、平安南道陽徳郡双龍面・化村面・呉江面、成川郡大邱面をもって、新陽郡を設置。新陽郡に以下の邑・里が成立。(1邑16里)
  - 新陽邑・四介里・文明里・滄渓里・白石里・龍雲里・龍蓮里・長城里・雲峯里・倉坪里・長山里・池洞里・華泉里・双龍里・冠城里・龍和里・光興里
- 1953年 (1邑15里)
  - 龍和里が冠城里・白石里に分割編入。
  - 白石里の一部が冠城里に編入。
  - 冠城里の一部が光興里に編入。
  - 新陽邑が松田里に降格。
  - 倉坪里および華泉里の一部が合併し、新陽邑が発足。
- 1967年 - 陽徳郡平元里・松洞里、成川郡徳興里を編入。(1邑18里)
- 1983年 - 平元里・華泉里が合併し、仁坪労働者区が発足。(1邑1労働者区16里)

## 交通
- 平羅線
  - 新陽駅 - 仁平駅 - 智水駅